# لقطة تأسيسية

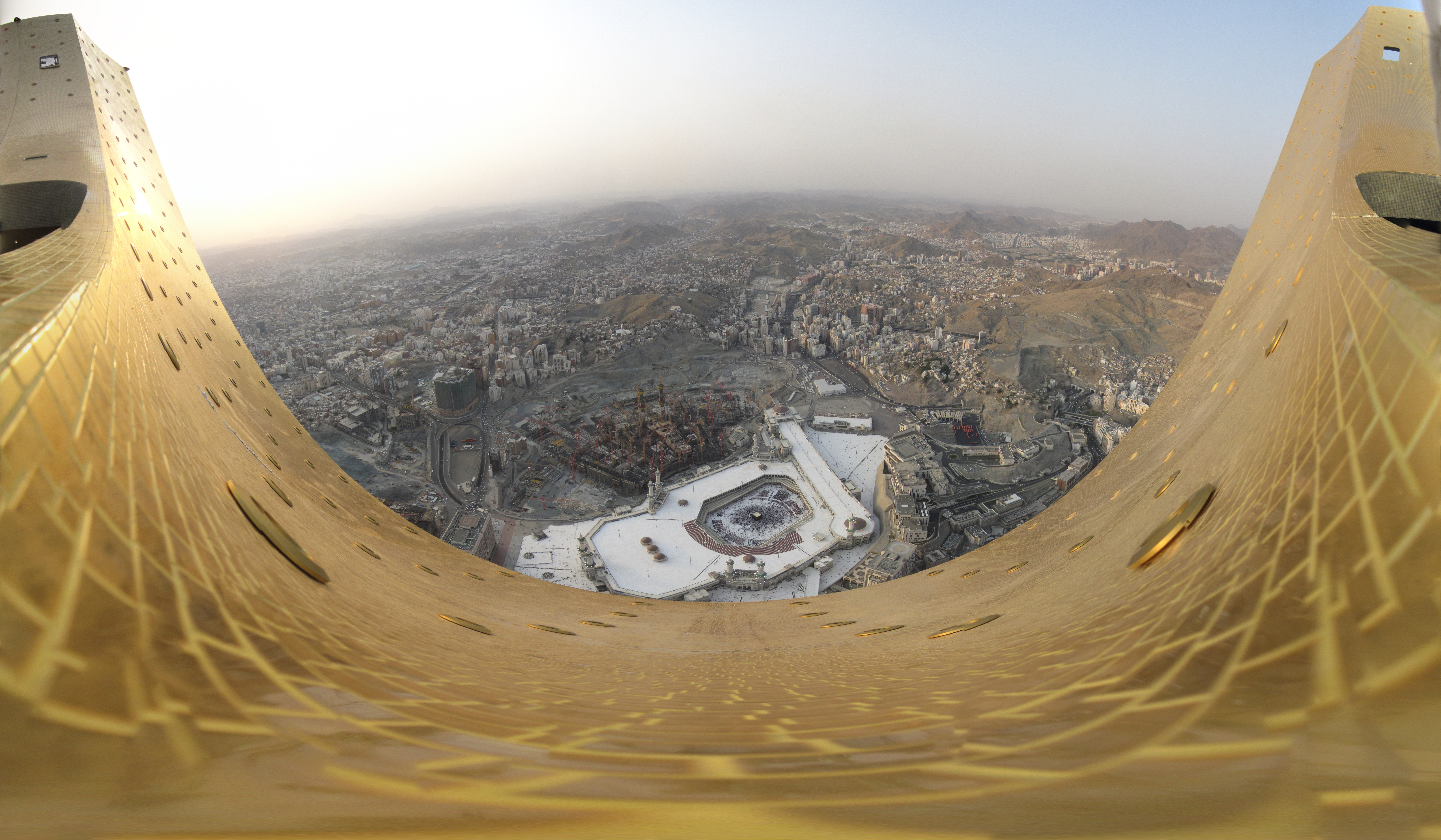
يمكن استخدام صورة بعيدة للمسجد الحرام كصورة تأسيسية لنقل الصلاة من المسجد الحرام.

اللقطة التأسيسية هي لقطة عامة تؤسس معالم المشهد، وتوضح العلاقات بين الأشخاص والأشياء التي تظهر في اللقطات التفصيلية بعد ذلك. تكون غالبا عبارة عن لقطات طويلة في بداية المشهد للإشارة إلى مكان أو وقت حدوث المشهد اللاحق.

## استخدامات اللقطات التأسيسية
- الإشارة لمكان: قد تستعمل اللقطات التأسيسية معالم سياحية مشهورة للدلات عن مكان وقوع الحدث. فمثلاً الكعبة المشرفة تشير إلى مكة، وأبراج الكويت إلى الكويت، وبرج خليفة يشير إلى دبي.
- وقت: أحياناً لتوجيه فهم المشاهد للمشهد. فمثلاً، لقطة لمبنى في الليل، متبوعة بأشخاص يتحدثون داخل مكتب، أو منزل، تدل على أن هذه المحادثة تجري داخل المبنى في الليل، بينما في الواقع ربما قد تم تصوير المحادثة داخل صالة نعينة بعيدة عن ذلك المبنى، لأسباب مثل الميزانية أو أذونات التصوير أو الالتزام بالبرنامج الزمني المقرر.
- علاقة: اللقطة التأسيسية قد تكون عبارة عن لقطة طويلة لغرفة تُظهر جميع الشخصيات من مشهد محدد. فمثلا، مشهد عم جريمة قد حدثت في قاعة محاضرات في إحدى الكليات قد يبدأ بلقطة تُظهر جميع معالم القاعة، بما في ذلك المُدرس وطلابه أثناء تدوينهم لملاحظاته.
- تأسيس الفكرة أو المفهوم: اللقطات التأسيسية قد تستخدم أيضاً لتأسيس فكرة بدلاً من مكان أو زمان. فمثلاً، لقطة افتتاحية لعدة أشخاص يمارسون الفنون القتالية تؤسس موضوع الفنون القتالية في ذهن المشاهد.